# Oak Ridge (Karolina Północna)
Oak Ridge – miasto w Stanach Zjednoczonych, w stanie Karolina Północna, w hrabstwie Guilford.